# مايك ماتارازو
مايكل ريتشارد ماتارازو (بالإنجليزية: Mike Matarazzo) (ولد في 8 نوفمبر 1966) لاعب كمال أجسام محترف في الاتحاد الدولي لكمال الأجسام واللياقة البدنية (IFBB).

## الأصول
مايك من بوسطن في ولاية ماساشوستس الأمريكية، انتقل إلى فينيس في ولاية كاليفورنيا، ليمارس رياضته المفضلة (بناء الأجسام) بشكل أفضل، فاز ببطولة نادي جولدز جيم في ماساشوستس.
اشترك عدة مرات في مستر أولمبيا، وكان أفضل مركز له فيها هو المركز الثامن سنة 1998.
عرف بضخامة عضلات ذراعيه، وبضخامة عضلات السمانة.

## الاحتراف
ظهر كمحترف لآخر مرة في بطولة مستر أولمبيا لسنة 2001، واحتل المركز الحادي والعشرين.
في الثامن من ديسمبر 2004 اضطر للتقاعد بعد خضوعه لعملية القلب المفتوح، واستقر بعدها في موديستو بكاليفورنيا.

## بعد التقاعد
عمل في أواخر حياته كمحصل كفالات في وكالة إيه جيه لسندات الكفالة، واضطر لترك العمل بعدما وصلت قوة عضلة قلبه إلى 20% من قوتها الأصلية.
في الثامن من نوفمبر 2007 تعرض لأزمة قلبية ثانية مرتبطة بالأزمة الأولى قبل ثلاث سنوات.
في الثالث من أغسطس 2014 دخل مايك إلى العناية المركزة في مستشفى ستانفورد في بالو ألتو، وتوفي في السابع عشر من نفس الشهر.

## مشاركاته في بطولات بناء الأجسام
- لجنة كمال الأجسام الوطنية، 1991، بطولة الولايات المتحدة، الوزن الثقيل، المركز الأول، وبطل الأبطال.
- مستر أولمبيا، 1991، المركز الـ 16.
- آرنولد كلاسيك، 1992، المركزالـ 15.
- أيرون مان برو إنفيتيشنال، 1992، المركزالـ 5.
- ماريسا كلاسيك، 1993، المركزالـ 6.
- ليلة الأبطال، 1993، المركزالـ 8.
- مستر أولمبيا، 1993، المركز الـ 18.
- بتسبرغ برو إنفيتيشنال، 1992، المركزالـ 2.
- آرنولد كلاسيك، 1994، المركزالـ 9.
- سان خوزيه برو إنفيتيشنال، 1994، المركزالـ 8.
- فلوريدا برو إنفيتيشنال، 1995، المركزالـ 7.
- ساوث بيتش برو إنفيتيشنال، 1995، المركزالـ 7.
- جراند بريكس، 1995، جمهورية التشيك، المركزالـ 7.
- جراند بريكس، 1996، روسيا، المركزالـ 9.
- جراند بريكس، 1996، سويسرا، المركزالـ 9.
- ليلة الأبطال، 1996، المركزالـ 5.
- مستر أولمبيا، 1996، المركز الـ 13.
- كأس كندا للمحترفين، 1997، المركز الـ 2.
- جراند بريكس، 1997، ألمانيا، المركزالـ 11.
- جراند بريكس، 1997، المجر، المركزالـ 10.
- جراند بريكس، 1997، إسبانيا، المركزالـ 10.
- ليلة الأبطال، 1997، المركزالـ 4.
- مستر أولمبيا، 1997، المركز الـ 13.
- تورنتو برو إنفيتيشنال، 1997، المركزالـ 2.
- ليلة الأبطال، 1997، المركزالـ 3.
- مستر أولمبيا، 1998، المركز الـ 9.
- سان فرانسيسكو برو إنفيتيشنال، 1998، المركزالـ 7.
- تورنتو برو إنفيتيشنال، 1998، المركزالـ 3.
- مستر أولمبيا، 1999، المركز الـ 11.
- ليلة الأبطال، 2000، المركزالـ 16.
- تورنتو برو إنفيتيشنال، 2000، المركزالـ 6.
- ليلة الأبطال، 2001، المركزالـ 5.
- مستر أولمبيا، 2001، المركز الـ 21.

## من أقواله
- آه، يا إلهي، أين أبدأ؟ ما أريد قوله أن كل شيء بدأ حين باشرت المنافسة الجادة في بناء الأجسام. كنت أريد الضخامة، كنت آكل خمسة أو ستة أو سبعة أرطال من اللحم الأحمر يومياً، بدون خضار، كما كنت أبتعد عن الفواكه لاحتوائها على السكر.[10]
- الأسوأ هو الكيماويات، لدي الكثير من الذكريات حين أكون وحيداً في غرفة الفندق، قبل خمسة أيام من المنافسة، أو قبل يومين، كنت أعطي جسمي أشياء لا توصف، ستيرويدات، هرمون نمو، مدرات بول، أي شيء، وكل شيء؛ يفعله بناة الأجسام ليصلوا إلى غايتهم.
- لقد أثر ذلك عليّ بقية حياتي، لذلك إلى جميع أولئك الشباب الذين يرغبون بالحصول على ذراع من 21 إنشاً (53سم) وبطات من عشرين إنشاً (50سم)، وإلى أولئك الذين لديهم سلوك لا يستسلم، أقول: غيّروا سلوككم، اقلقوا على أجسامكم وحافظوا على صحتها قدرما تستطيعون، لأنها ستخدمكم ليس للمنافسة القادمة فقط وليس لنهاية طموحكم في بناء الأجسام، ولكن حتى وقت طويل، والوقت الطويل عند البشر يمر بسرعة حتى أنه أسرع من اللحظة التي تفقدون فيها صحتكم ولا تجدون شيئاً ترتكزون عليه.[11]

## وصلات خارجية
- سيرة مايك ماتارازو، تاريخه التنافسي، وإحصائيات عنه نسخة محفوظة 11 أكتوبر 2016 على موقع واي باك مشين..
- باني الأجسام، مايك ماتارازو.
- مدخل مجلة لاعبي كمال الأجسام الإلكترونية (بالإنجليزية والمجرية).
- معرض صور مايك ماتارازو.